# Alpina frigidata
Alpina frigidata là một loài bướm đêm trong họ Geometridae.